# Comuna Volodîmîrivske
Volodîmîrivske (în ucraineană Володимирівське) este o comună în raionul Zaporijjea, regiunea Zaporijjea, Ucraina, formată din satele Dniprelstan și Volodîmîrivske (reședința).

## Demografie
Componența lingvistică a comunei Volodîmîrivske
     Ucraineană (72,93%)
     Rusă (26,46%)
     Alte limbi (0,19%)
Conform recensământului din 2001, majoritatea populației comunei Volodîmîrivske era vorbitoare de ucraineană (72,93%), existând în minoritate și vorbitori de rusă (26,46%).